# أليكس هيريرا
أليكس هيريرا (بالإسبانية: Alex Herrera)‏ هو لاعب كرة قاعدة فنزويلي، ولد في 5 نوفمبر 1976 في ماراكايبو في فنزويلا.